# 長野県道46号阿南根羽線
長野県道46号阿南根羽線（ながのけんどう46ごう あなんねばせん）は、長野県下伊那郡阿南町から、下伊那郡売木村を経由して下伊那郡根羽村に至る県道（主要地方道）である。

## 概要

### 路線データ

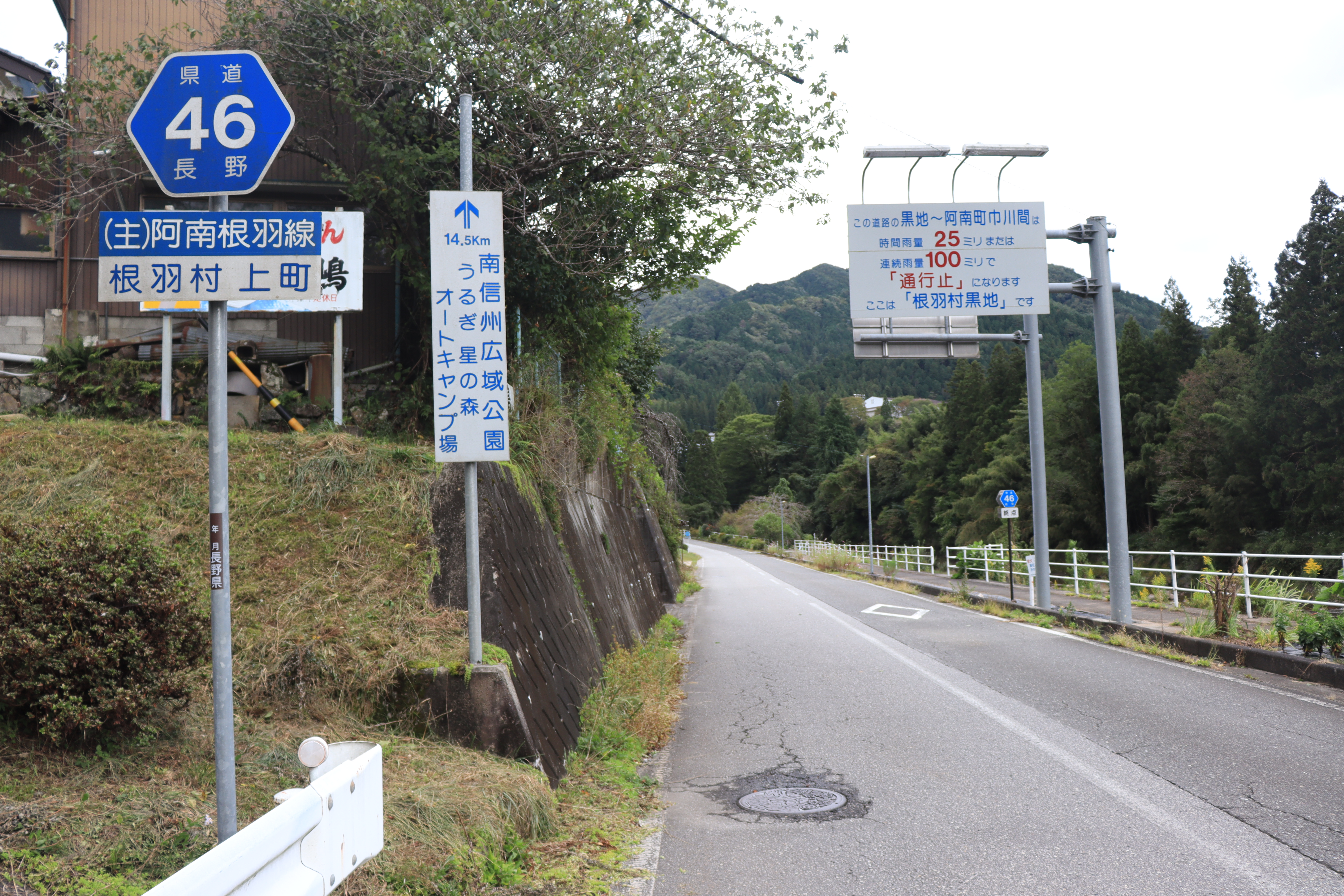
長野県道46号阿南根羽線、下伊那郡根羽村上町にて

- 起点：下伊那郡阿南町西条（国道151号交点）
- 終点：下伊那郡根羽村下町（国道153号交点）

## 歴史
- 1964年（昭和39年）3月26日：根羽阿南線を認定。
- 1976年（昭和51年）4月1日：建設省が根羽阿南線を主要地方道阿南根羽線へ指定[1]。
- 1976年（昭和51年）10月14日：根羽阿南線を阿南根羽線へ変更。
- 1993年（平成5年）5月11日 - 建設省から、県道阿南根羽線が阿南根羽線として主要地方道に再指定される[2]。

## 路線状況

### 重複区間
- 国道418号（下伊那郡売木村 地内）
- 長野県道10号設楽根羽線（下伊那郡根羽村村上町 - 下伊那郡根羽村下町）

## 地理
周辺には、売木川や売木峠（標高1150m）、小戸名渓谷などがある。また、愛知県の茶臼山高原も本道路からのアクセスが可能。

### 通過する自治体
- 下伊那郡
  - 阿南町
  - 売木村
  - 根羽村

### 交差する道路
- 国道151号（下伊那郡阿南町西条、起点）
- 長野県道430号為栗和合線（下伊那郡阿南町和合）
- 長野県道243号深沢阿南線（下伊那郡阿南町和合）
- 国道418号（下伊那郡売木村）

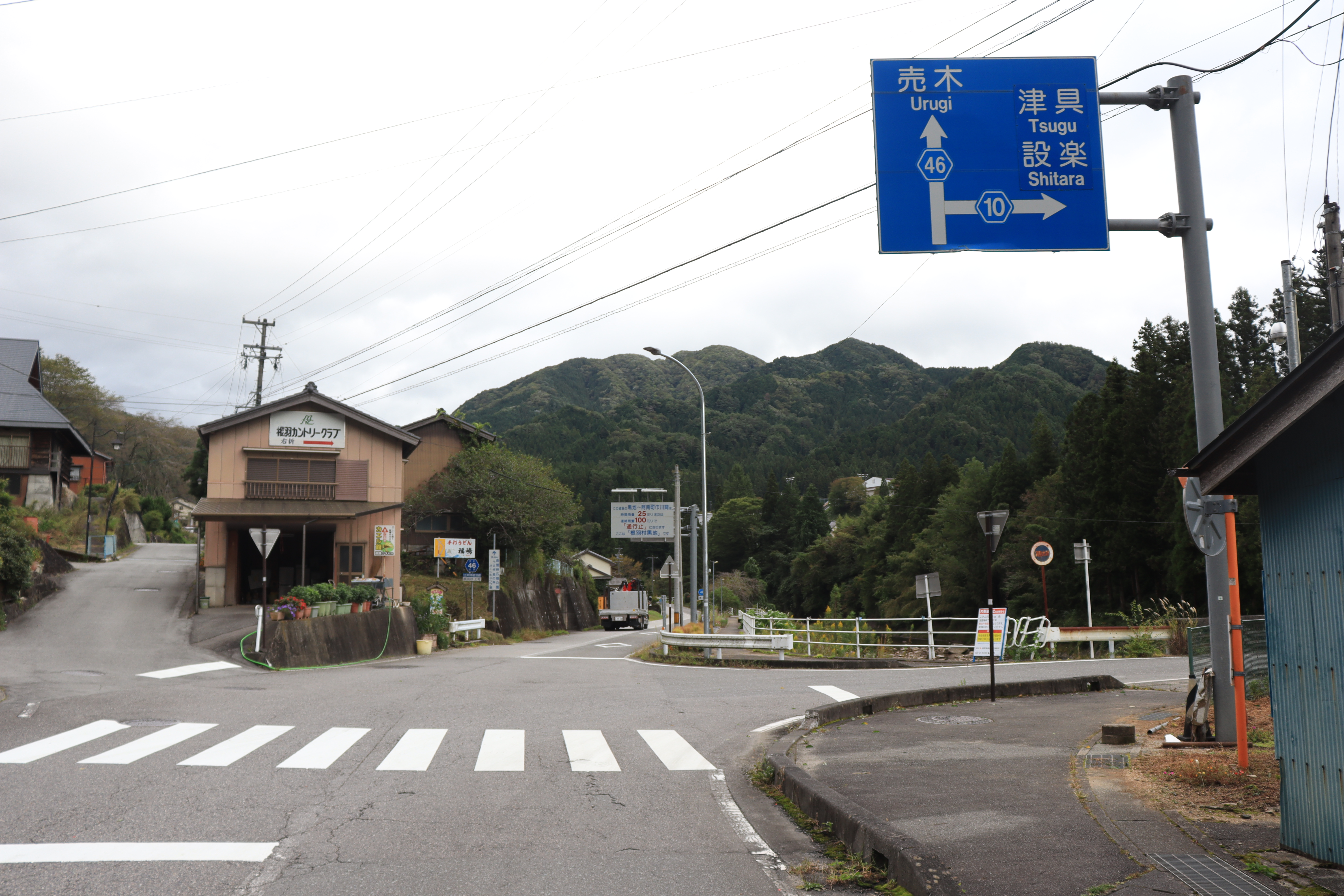
長野県道10号設楽根羽線との交差点、下伊那郡根羽村上町にて

- 長野県道10号設楽根羽線（下伊那郡根羽村村上町）
- 国道153号（下伊那郡根羽村下町、終点）